# Reinhold Lepsius
Ludwig Richard Reinhold Lepsius,  född den 14 juni 1857 i Berlin, död där den 16 juni 1922, var en tysk målare, son till den berömde egyptologen Karl Richard Lepsius.
Lepsius studerade för Löfftz och Lenbach i München. Han var bosatt i Berlin och medlem av secessionen där. 
Lepsius var en erkänd porträttmålare (två av hans verk tillhör Nationalgalleriet). 
Även hans hustru, Sabine Lepsius, född Gräf 1864, död 1942, var porträttmålarinna (oftast dam- och barnporträtt). Hon var dotter till Gustav Graef.